# Баєвка (Алатирський район)
Ба́євка (рос. Баевка, чув. Баевка) — селище у складі Алатирського району Чувашії, Росія. Входить до складу Алтишевського сільського поселення.
Населення — 9 осіб (2010; 30 у 2002).
Національний склад:
- мордва — 77 %